# Guy Mees
Guy Mees, né en 1935 à Malines et mort en mars 2003, est un artiste contemporain belge.

## Biographie
Sa première exposition individuelle, a lieu dans la galerie Ad Libitum d'Anvers en 1960. Mees tourne ensuite le dos à la tradition picturale en utilisant des néons ultraviolets qui contribuent à créer une certaine profondeur, bannissant la séparation entre peinture et sculpture. Mees nomme ses œuvres créées entre 1960 et 1966 des « espaces perdus » en référence à l'espace pictural brisé. Il réutilisera les mots "espaces perdus" pour des reliefs découpés dans du papier de couleur et épinglés directement au mur.
Mees signe le manifeste de la Nieuwe Vlaamse Schoel (Nouvelle école flamande). En 1966, il recouvre une série de cravates de dentelles différentes, le motif répétitif de la dentelle accentuant l´idée de série, à plus petite échelle. Dans ces années, modulation et sérialité sont des caractères très présents. Mees expose à la galerie X-One des formes standardisées modulaires pouvant permettre de réaliser des constructions.
Depuis la fin des années 1960, Mees explore de nouveaux médias. Dans le projet «Water te Water» (l'eau à l'eau) de 1970, il traite de problèmes écologiques en lançant d'un pont une boule transparente en plexiglas remplie d'eau pure dans l'eau polluée du canal Gand-Terneuzen. «Différence de niveaux» est une série photographique d'individus sur des marches, telles une estrade d'honneur. La hiérarchie obtenue est systématiquement modifiée en fonction du changement de place des trois personnes.
À partir de 1970, le procédé systématique est présent dans les variations logiques, d'empreintes ou traits de crayon feutre groupés en colonnes. Les séries d'annotations sont disposées régulièrement sur des feuilles A4, qui sont elles-mêmes collées ensembles pour créer un réseau. Dans un stade ultérieur, la structure s'émancipe de sa rigueur; les traces sont plus éparses et perdent leur aspect répétitif. Mees fait alors usage de papier transparent et du pastel.
Mees a été influencé dans les dernières décennies par des artistes qui, influencés par le design, ont pensé reconstruire un lien entre le monde institutionnel de l'art et un autre art de la sphère quotidienne.